# الاتحاد العربي السوري لكرة القدم
الاتحاد العربي السوري لكرة القدم هو الجهة الراعية لرياضة كرة القدم في سوريا والمسؤول المباشر عن منتخبات سوريا الوطنية لكرة القدم والأندية المحلية المشاركة في الدوري السوري بدرجاته الممتازة والأولى و الثانية والثالثة.
تأسس الاتحاد العربي السوري لكرة القدم في عام 1936م، انضم إلى الاتحاد الدولي لكرة القدم في 1937م، وإلى الاتحاد الآسيوي لكرة القدم في 1969م، ويعد من أقدم اتحادات كرة القدم في المنطقة.

## تاريخ الاتحاد
ينظم الاتحاد العربي السوري لكرة القدم مسابقات كرة القدم المحلية إضافة إلى تنظيم مشاركات المنتخبات والأندية السورية دوليًا حيث يشرف على 120 ناديًا مشارك في منافسات كرة القدم، تتوزع هذه الاندية على مختلف الدرجات والفئات السنية بدءا من البراعم وحتى فرق الكبار.

## المسابقات الرسمية
- الدوري السوري الممتاز
- كأس الجمهورية
- كأس السوبر السوري
- درع الاتحاد السوري
- الدوري السوري الدرجة الأولى
- الدوري السوري الدرجة الثانية
- دوري الدرجة الثالثة.
- الدوري للشباب لاندية الممتاز واندية الدرجة الأولى.
- بطولة الدوري للناشئين لاندية الممتاز واندية الدرجة الأولى.

```
*بطولة دوري الأشبال.
```

## رؤساء الاتحاد
| الاسم               | بداية الفترة | نهاية الفترة |
| ------------------- | ------------ | ------------ |
| فاروق سرية          | 2000         | 2001         |
| احمد الجبان         | 2002         | 2008         |
| معتصم غوتوق(مؤقت)   | 2008         | 2009         |
| فاروق سرية          | 2009         | 2012         |
| صلاح رمضان          | 2012         | 2018         |
| فادي الدباس         | 2018         | 2019         |
| حاتم الغايب         | 2020         | 2022         |
| نبيل السباعي (مؤقت) | 2022         | 2022         |
| صلاح رمضان          | 2022         | 2024         |
| لجنة مؤقتة          | 2025         | 2025         |

## الأندية

### الدوري الممتاز لكرة القدم
في يوم الثلاثاء، 1 سبتمبر 2020 أعلن الاتحاد السوري لكرة القدم اعتماد شعار جديد للدوري السوري الممتاز بدءاً من موسم 2020-2021.

شعار الدوري السوري الممتاز

وذكرت الصفحة الرسمية لاتحاد الكرة أن الأندية ستلتزم بوضع الشعار على أطقمها بألوانه الأساسية طيلة مباريات الدوري، بينما اعتمد للمرة الأولى وضع الشعار باللون الذهبي على طقم النادي الذي سيفوز ببطولة الدوري.
وأوضح اتحاد الكرة أن الشعار الجديد يجسّد فكرة “العُقاب السوري” بطريقة معبرة وبسيطة تتماشى مع العصر، وتحمل معنى القوة والرفعة وتم استخدام اللون الأسود باعتباره أحد ألوان العلم السوري ليعطي قوة أكبر بحسب البيان.
- نادي الوحدة
- نادي أهلي حلب
- نادي الكرامة
- نادي الفتوة
- نادي تشرين
- نادي جبلة
- نادي الوثبة
- نادي حطين
- نادي المجد
- نادي الحرية
- نادي الطليعة
- نادي الجزيرة
- نادي الجهاد
- نادي أمية
- نادي النواعير
- نادي الجيش
- نادي الشرطة

## وصلات خارجية
- موقع الاتحاد السوري لكرة القدم
- موقع الاتحاد الرياضي العام
- موقع الكرة السورية
- موقع الاتحاد الاسيوي لكرة القدم